# Coendou nycthemera
Coendou nycthemera är en däggdjursart som beskrevs av Olfers 1818. Coendou nycthemera ingår i släktet Coendou och familjen trädpiggsvin. Inga underarter finns listade i Catalogue of Life.
Detta trädpiggsvin förekommer i Brasilien vid Amazonfloden och vid några av dess bifloder. Habitatet utgörs främst av ursprungliga tropiska regnskogar och kanske besöks andra skogar. Individerna är aktiva på natten och äter växtdelar.
Beståndets storlek och utveckling är inte känt. Därför listas arten av IUCN med kunskapsbrist (DD).